# Vernáculo
La palabra vernáculo (del latín: vernacŭlus ‘nacido en la casa de uno’) significa propio del lugar o país de nacimiento de uno, nativo, especialmente cuando se refiere al lenguaje. Así, para la mayoría de los usuarios de Wikipedia en español, el idioma vernáculo es el español o castellano.
El término es usado en el contexto del lenguaje cuando el idioma usado en un área del conocimiento es distinto a la lengua materna de los hablantes (a esta es a la que se le llama vernácula). La lengua «no vernácula» por excelencia fue durante varios siglos el latín, que era la lengua propia de los romanos. Luego tras la caída del Imperio romano, mientras lenguas propias se desarrollaban en diferentes partes de lo que había sido el Imperio, los escolásticos y la Iglesia siguieron usando el latín para los estudios; de hecho, la única versión autorizada por el Concilio de Trento de la Biblia (la Vulgata) estaba en latín. La traducción de la Biblia a las lenguas vernáculas fue parte importante de la Reforma protestante.
El latín era asimismo usado como la lengua franca de la ciencia hasta mediados o finales del siglo XVIII, cuando fue sustituido por el francés, y luego en algunas áreas por el alemán o el inglés, que es ahora la lengua que predomina en la comunicación científica. El uso del latín subsiste en algunas áreas, especialmente en la taxonomía vegetal, donde no solo los nombres sino también las descripciones oficiales de las especies u otros taxones se siguen publicando obligatoriamente en latín. No ocurre lo mismo en zoología, donde las descripciones nuevas se publican ya en lengua vernácula, aunque los nombres se siguen formando según las reglas del latín.[cita requerida]
Para calificar a un nombre en lengua local, se prefiere el adjetivo vernáculo a vulgar, por las connotaciones peyorativas de este último (vulgar es lo relativo al vulgo).

## Etimología
La palabra proviene del latín vernaculus, que significa ‘nacido en la casa de uno’, proveniente de vern, un esclavo nacido en la casa del amo.